# Laignes
Laignes és un municipi francès, situat al departament de la Costa d'Or i a la regió de Borgonya - Franc Comtat. L'any 2007 tenia 885 habitants.

## Demografia

### Població
El 2007 la població de Laignes era de 885 persones. Hi havia 353 famílies, de les quals 122 eren unipersonals (61 homes vivint sols i 61 dones vivint soles), 105 parelles sense fills, 98 parelles amb fills i 28 famílies monoparentals amb fills.
La població ha evolucionat segons el següent gràfic:
Habitants censats

### Habitatges
El 2007 hi havia 496 habitatges, 362 eren l'habitatge principal de la família, 39 eren segones residències i 95 estaven desocupats. 430 eren cases i 61 eren apartaments. Dels 362 habitatges principals, 272 estaven ocupats pels seus propietaris, 68 estaven llogats i ocupats pels llogaters i 21 estaven cedits a títol gratuït; 8 tenien una cambra, 23 en tenien dues, 65 en tenien tres, 99 en tenien quatre i 166 en tenien cinc o més. 221 habitatges disposaven pel cap baix d'una plaça de pàrquing. A 187 habitatges hi havia un automòbil i a 103 n'hi havia dos o més.

### Piràmide de població
La piràmide de població per edats i sexe el 2009 era:
| Homes | Edats   | Dones |
| ----- | ------- | ----- |
| 1     | 95 o +  | 4     |
| 2     | 90 a 94 | 16    |
| 5     | 85 a 89 | 30    |
| 5     | 80 a 84 | 12    |
| 26    | 75 a 79 | 39    |
| 30    | 70 a 74 | 32    |
| 24    | 65 a 69 | 28    |
| 28    | 60 a 64 | 20    |
| 20    | 55 a 59 | 19    |
| 33    | 50 a 54 | 24    |
| 22    | 45 a 49 | 25    |
| 29    | 40 a 44 | 22    |
| 16    | 35 a 39 | 28    |
| 27    | 30 a 34 | 29    |
| 30    | 25 a 29 | 36    |
| 9     | 20 a 24 | 9     |
| 16    | 15 a 19 | 22    |
| 19    | 10 a 14 | 24    |
| 31    | 5 a 9   | 16    |
| 25    | 0 a 4   | 23    |

## Economia
El 2007 la població en edat de treballar era de 466 persones, 332 eren actives i 134 eren inactives. De les 332 persones actives 306 estaven ocupades (173 homes i 133 dones) i 26 estaven aturades (11 homes i 15 dones). De les 134 persones inactives 48 estaven jubilades, 36 estaven estudiant i 50 estaven classificades com a «altres inactius».

### Ingressos
El 2009 a Laignes hi havia 361 unitats fiscals que integraven 788,5 persones, la mitjana anual d'ingressos fiscals per persona era de 15.888 €.

### Activitats econòmiques
Dels 53 establiments que hi havia el 2007, 2 eren d'empreses extractives, 2 d'empreses alimentàries, 7 d'empreses de fabricació d'altres productes industrials, 1 d'una empresa de construcció, 17 d'empreses de comerç i reparació d'automòbils, 2 d'empreses de transport, 3 d'empreses d'hostatgeria i restauració, 1 d'una empresa d'informació i comunicació, 2 d'empreses financeres, 2 d'empreses immobiliàries, 4 d'empreses de serveis, 8 d'entitats de l'administració pública i 2 d'empreses classificades com a «altres activitats de serveis».
Dels 13 establiments de servei als particulars que hi havia el 2009, 1 era una oficina d'administració d'Hisenda pública, 1 gendarmeria, 1 oficina de correu, 2 oficines bancàries, 3 tallers de reparació d'automòbils i de material agrícola, 1 guixaire pintor, 2 perruqueries, 1 veterinari i 1 restaurant.
Dels 7 establiments comercials que hi havia el 2009, 1 era un hipermercat, 1 una gran superfície de material de bricolatge, 2 fleques, 1 una sabateria i 2 floristeries.
L'any 2000 a Laignes hi havia 15 explotacions agrícoles que ocupaven un total de 2.688 hectàrees.

## Equipaments sanitaris i escolars
L'únic equipament sanitari que hi havia el 2009 era una farmàcia.
El 2009 hi havia 1 escola maternal i 1 escola elemental. Laignes disposava d'un col·legi d'educació secundària amb 128 alumnes.

## Poblacions més properes
El següent diagrama mostra les poblacions més properes.